# Réserve naturelle d'État Armstrong Redwoods
Armstrong Redwoods State Natural Reserve est une réserve d'État de Californie (États-Unis) créée pour préserver 326 hectares de séquoias côtiers ( Sequoia sempervirens). La réserve est située dans le comté de Sonoma.
La réserve se trouve dans une forêt pluviale tempérée. Le climat est doux et humide. Le parc reçoit en moyenne 1,40 mètre de précipitations par an, presque toutes entre septembre et juin. Un brouillard abondant pendant les mois d'été aide à maintenir les conditions humides requises par les séquoias côtiers.

## Arbres notables
Le Parson Jones Tree est le plus grand arbre du lieu, mesurant plus de 94 mètres, soit presque la taille d’un terrain de football.
Le Colonel Armstrong Tree est le plus vieil arbre du bosquet, estimé à plus de 1400 ans. Il porte le nom d'un bûcheron qui a choisi de conserver cette partie du parc dans les années 1870.
Le Icicle Tree montre les formations de broussin inhabituelles que l'on trouve souvent sur les séquoias. Les ronces peuvent peser plusieurs tonnes et pousser à des centaines de pieds au-dessus du sol forestier. Pourquoi ces croissances se produisent reste un mystère.

## Histoire du parc
Au cours des années 1870, la zone a été mise de côté comme parc naturel et jardin botanique par le colonel James Armstrong. Après sa mort, la fille d'Armstrong et la famille Le Baron ont organisé une campagne énergique impliquant des réunions publiques, des rassemblements et des caravanes pour attirer l'attention du public sur la nécessité de préserver ce dernier vestige de la forêt de séquoias autrefois puissante. Leurs efforts ont été couronnés de succès et, en 1917, le comté de Sonoma a adopté une initiative d'achat de la propriété pour 80 000 $.
Le bosquet a été exploité par le comté de Sonoma jusqu'en 1934, lorsque l'État de Californie a pris le relais. En 1936, le bosquet a été ouvert au public sous le nom de Armstrong Redwoods State Park. Le statut a été changé en réserve naturelle en 1964 lorsqu'une meilleure compréhension de son importance écologique a incité à une gestion plus protectrice de la ressource.
Armstrong Redwoods State Natural Reserve était l'un des 48 parcs d'État de Californie dont la fermeture a été proposée en janvier 2008 par le gouverneur Arnold Schwarzenegger dans le cadre d'un programme de réduction du déficit. En mai 2008, un sursis temporaire a été accordé, mais l'avenir du parc est encore incertain.

## Vues

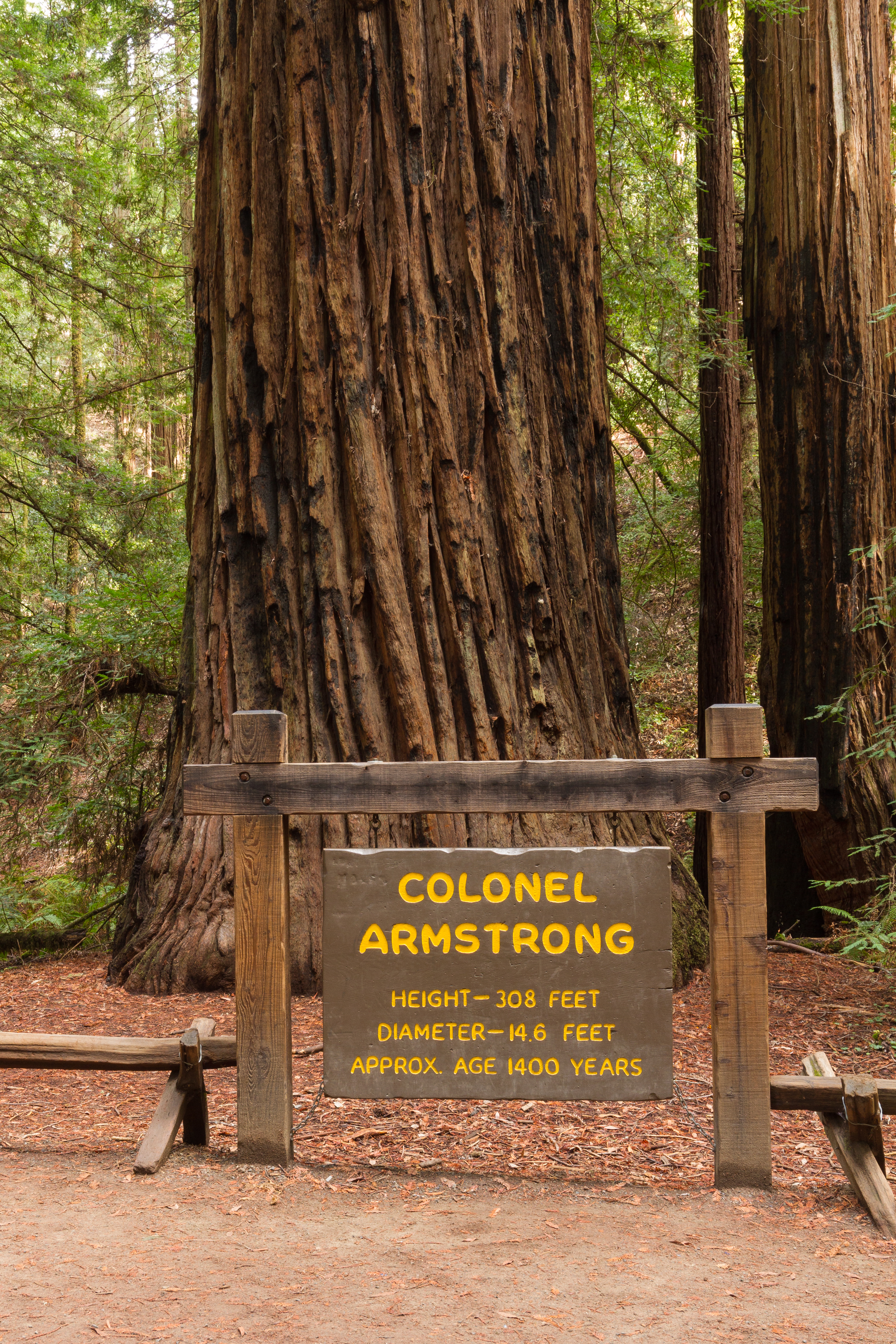
Sequoia Colonel Armstrong
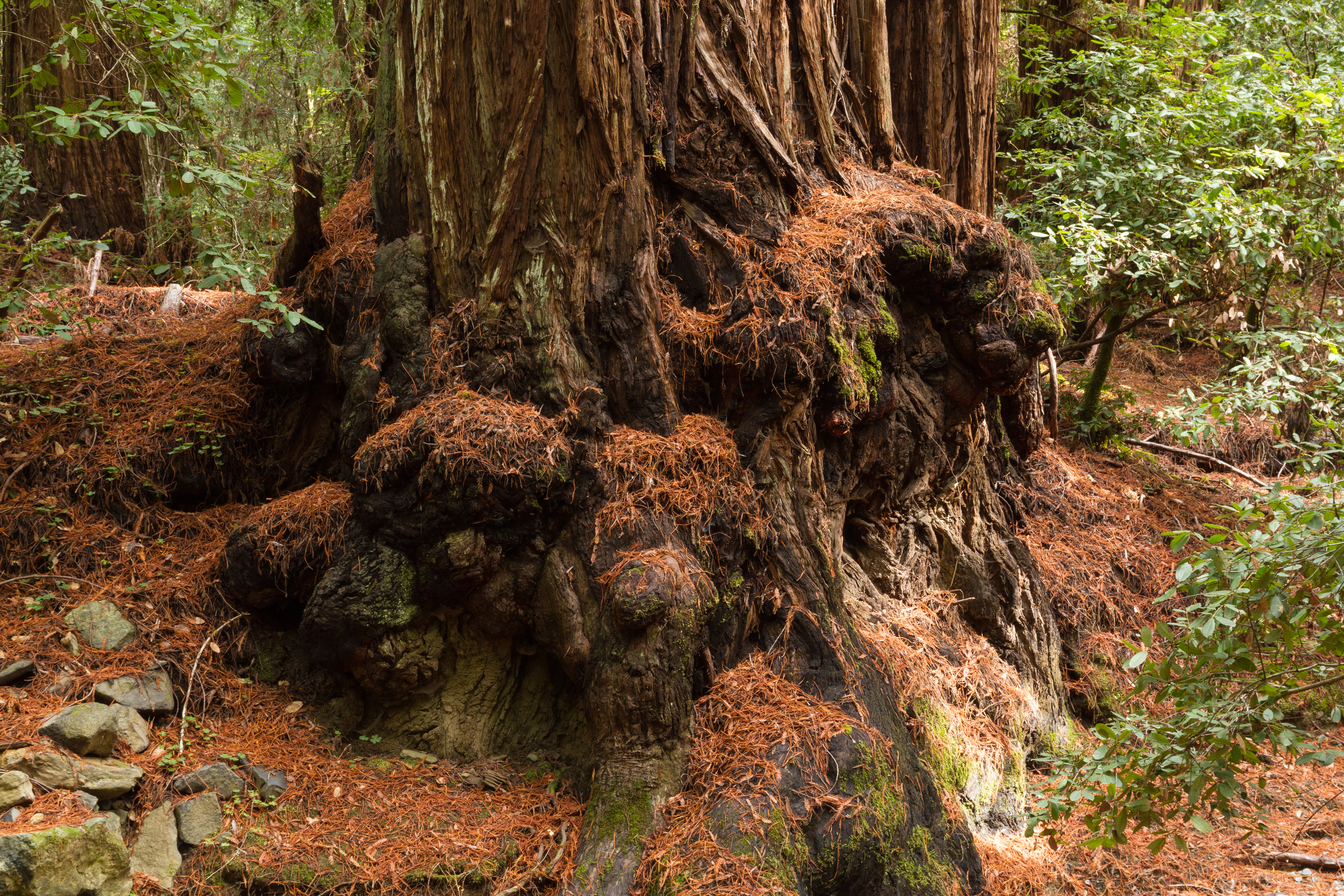
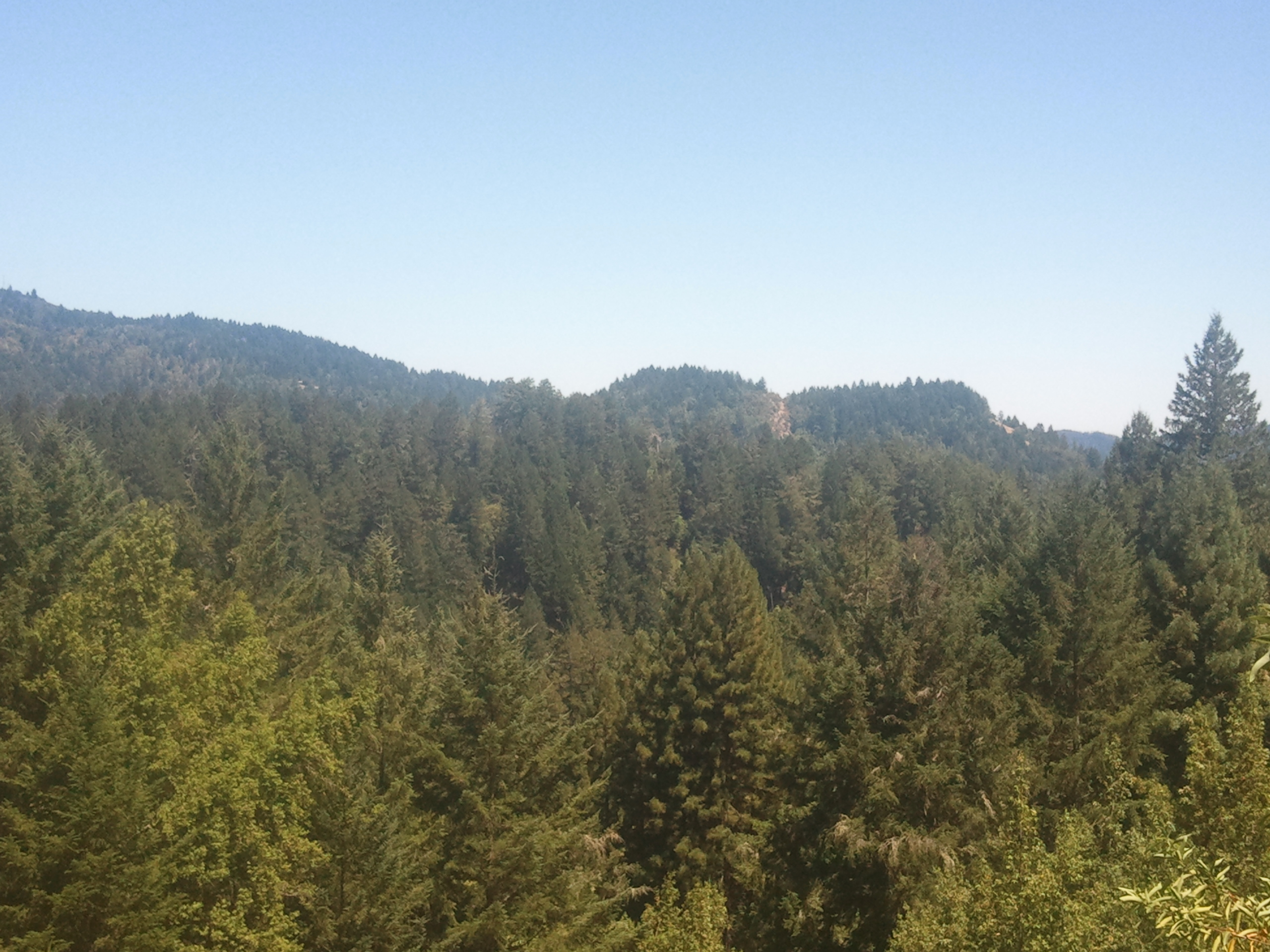
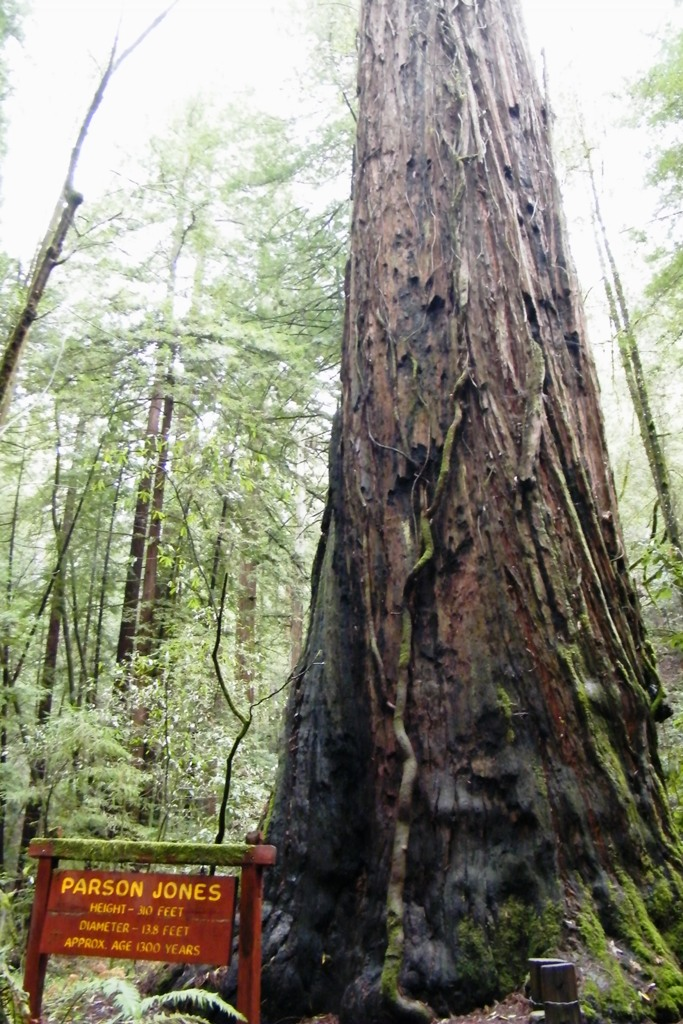
Sequoia Parson Jones, le + grand arbre de la réserve